# Nos jours heureux
Pour les articles homonymes, voir Nos jours heureux (homonymie).
Pour plus de détails, voir Fiche technique et Distribution.
Nos jours heureux est un film français écrit et réalisé par Éric Toledano et Olivier Nakache sorti le 28 juin 2006 en France. C'est une adaptation de leur court métrage Ces jours heureux (2002). C'est le deuxième long métrage du duo de réalisateurs après Je préfère qu'on reste amis..., sorti en 2005.
Le film se passe à l’été 1992, Vincent Rousseau dirige pour la première fois une colonie de vacances. Dès le début, il se retrouve vite confronté aux difficultés que soulève son poste. Il doit pendant trois semaines s'occuper de 80 enfants indisciplinés ou angoissés accompagnés par une équipe de six animateurs pas toujours très professionnels. Lors de ce séjour, de nombreuses activités sont organisées (olympiades, équitation, camping), mais le « dirlo » doit aussi faire avec l'arrivée de son père, Albert, ou encore celle des inspecteurs jeunesse et sport. La gestion des menus, les relations entre enfants et entre animateurs rendent très mouvementées ces trois semaines de colonie, avant le retour à Paris.
Nos jours heureux marque le début du succès de la carrière d'Éric Toledano et Olivier Nakache avec 1 473 273 spectateurs en salle en France. Par la suite, le duo réalise les films Intouchables, Le Sens de la fête ou Hors Normes qui font également succès. Le film est récompensé au Festival international du film de comédie de l'Alpe d'Huez en 2006 par le prix public, du jury jeune et de la meilleure actrice pour Joséphine de Meaux.

## Synopsis

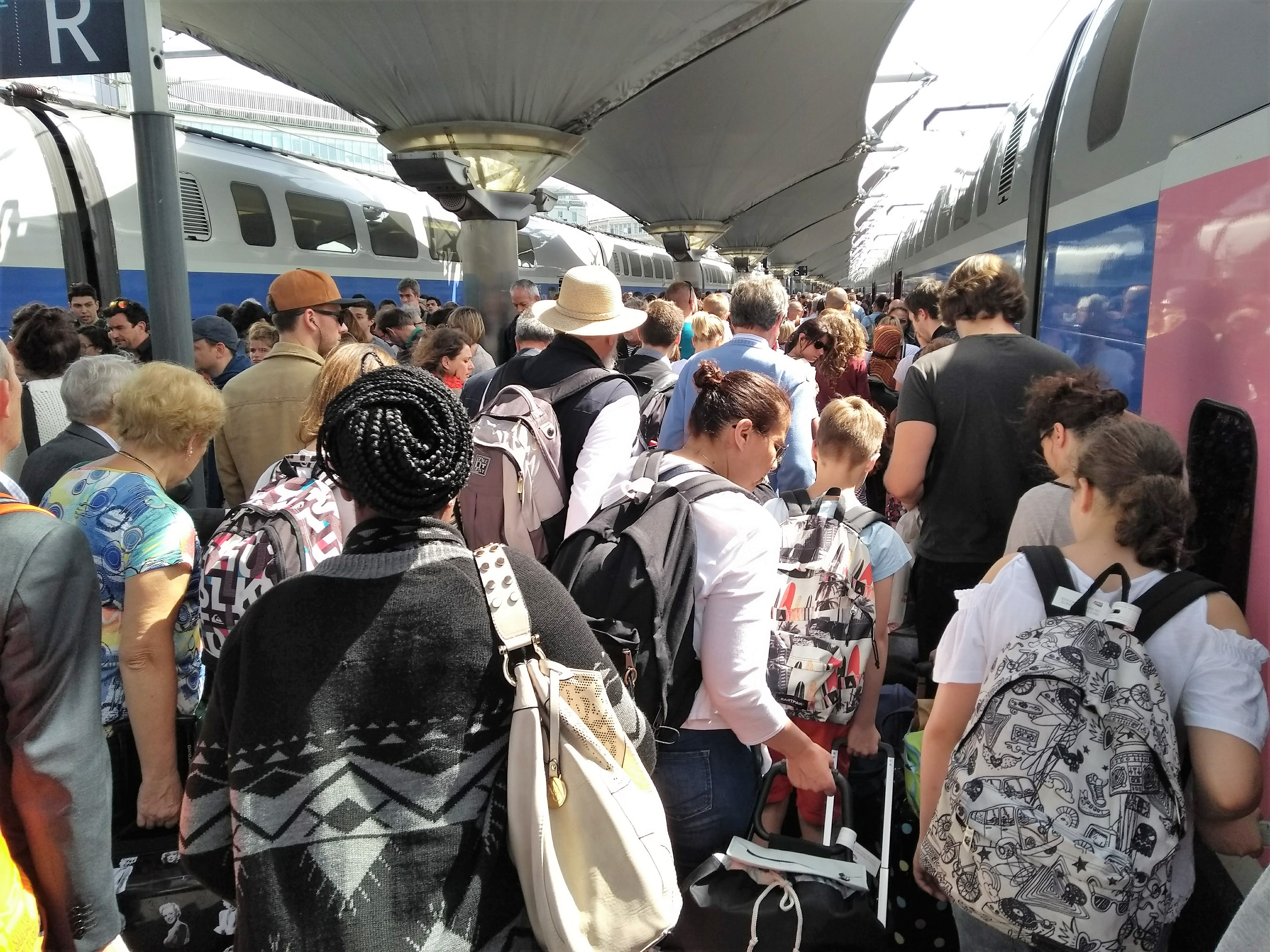
Le début du film se passe sur les quais de la gare Paris-Gare-de-Lyon.

Le film débute le 3 juillet 1992, sur les quais de la gare de Lyon, à Paris. Vincent Rousseau, directeur de la colonie, découvre son équipe d'animateurs. Avant le départ du train, les au-revoir ont lieu entre les parents et les enfants sur le quai. Les parents stressés de quitter leurs enfants assomment de questions l'équipe d'animation. Le train parti, au début du trajet, les animateurs font connaissance avec les enfants, dont certains se révèlent déjà plus caractériels que d'autres. Vincent Rousseau surprend dans le train Daniel et Lisa, tous deux animateurs, fumant une cigarette. Il met en garde Lisa et lui demande de se mettre au travail. Un parent, le Dr Pierre-Emmanuel Pichavent, pédopsychiatre et père de Benoît, fait irruption dans le train pour savoir comment va son fils hyperactif, qui fait régulièrement des crises de colère.
Le groupe arrive dans un château en Poitou-Charentes où les enfants résident lors du séjour ; les répartitions des chambres ont lieu. Benoît fait une nouvelle crise et veut rester dans le bus pour rentrer. Charlotte, une petite fille, n'a pas de chambre et se voit obligée de dormir à l'infirmerie. Vincent Rousseau fait par la suite une présentation générale et explique le cadre du programme jeunesse et sport des échanges francophones. Il fait la présentation de Truman, animateur québécois, puis de toute l'équipe d'animation. Vincent s'installe dans son bureau et reçoit un appel de son père qui prend de ses nouvelles. En parallèle, il fait la rencontre de Mimoun, cuisinier de la colonie. 
La première journée a lieu, et les animateurs entament le premier débriefing. En cours de discussion, la gendarmerie ramène Benoit qui a fugué pour se rendre à la gare. Lors des journées qui suivent, les activités commencent. Guillaume, un enfant, casse les carreaux du château avec un ballon de football et se retrouve puni dans la buanderie. Joseph et Nadine, animateurs, en s'embrassant dans la pièce, tombent sur lui. Vincent, reproche à Mimoun que sa cuisine n'est pas assez équilibrée. Daniel et Lisa se rapprochent.

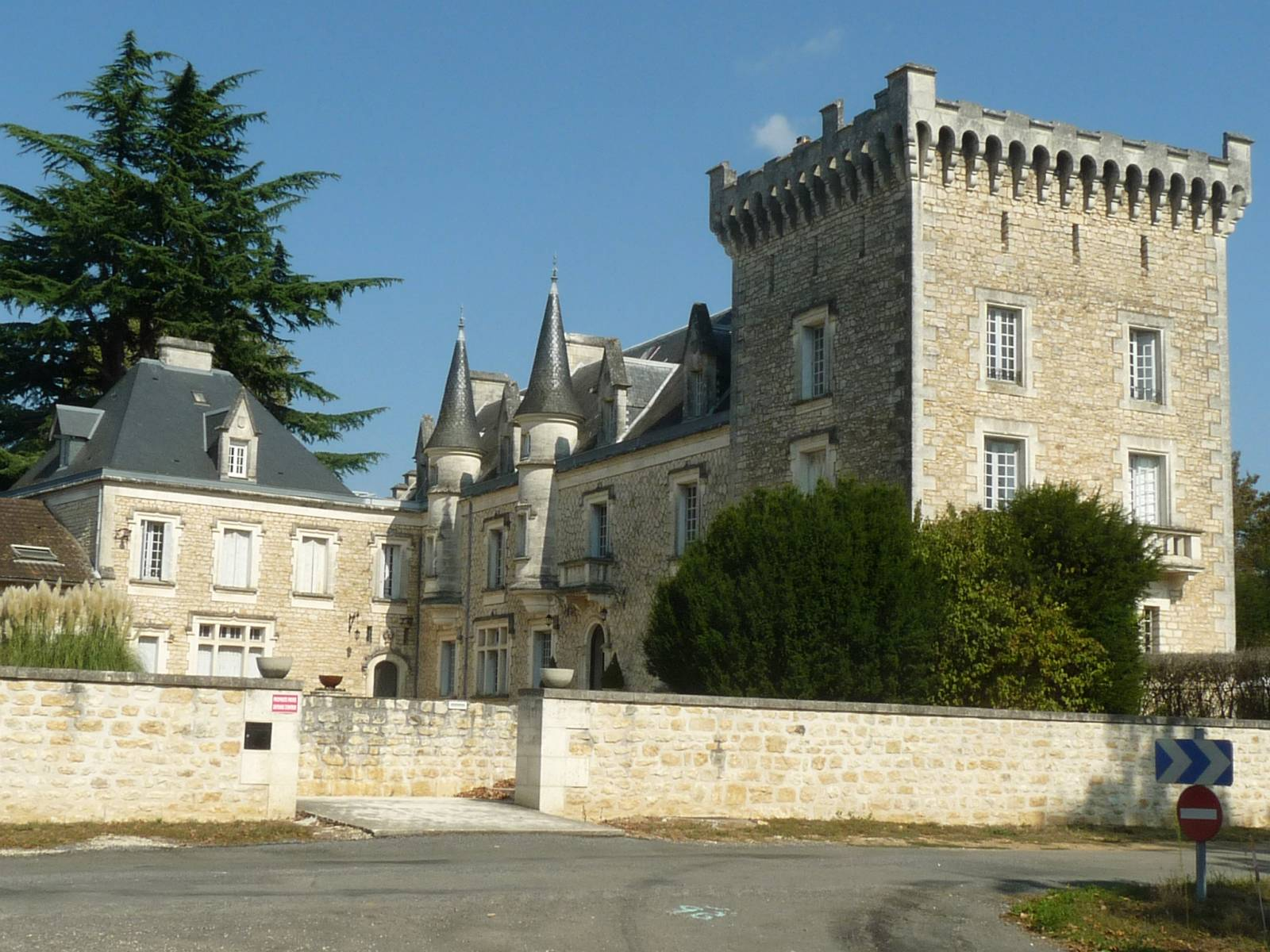
Le château Couronne à Marthon est le camp de base de la colonie.

Le soir venu, Daniel organise une veillée-débat où les enfants échangent leurs visions politiques. Vincent, lors du coucher des enfants, surprend Lisa avec deux enfants en train de fumer et la rappelle une nouvelle fois à l'ordre. 
Le lendemain, les enfants prennent le bus pour se rendre à Royan pour une journée à la mer. Les animateurs en profitent pour les faire chanter lors du trajet. Benoit fait une nouvelle crise dans le bus et Charlotte se cogne le pouce, ce qui l'amène aux urgences accompagnée de Vincent où l'on lui diagnostique un mallet finger, rarissime chez les enfants. À la suite d'une mauvaise météo, le groupe visite le musée de la pantoufle et de la charentaise. Lors d'une projection vidéo au musée, Lisa et Daniel s'embrassent. Le groupe rentre par la suite au château. Vincent s'excuse auprès de Lisa pour son attitude et pour les différends survenus entre eux.
Les animateurs annoncent les mini-séjours en camping. Les adolescents se rendent à l'équitation et les plus jeunes vont à la piscine. Les séjours sont incertains, car des vols d'argent sont constatés. Les jeunes voleurs ont la possibilité de remettre anonymement l'argent dans des enveloppes. Le soir, Timoty, Youssef, Léa, Camille et Steve se retrouvent en ayant fait le mur, dans le jardin du château. 
En même temps, des disputes commencent entre les animateurs reprochant entre autres à Vincent d'être trop autoritaire. Daniel et Vincent en arrivent aux mains. Lors d'une ronde de nuit pour rechercher les fugueurs, Vincent rencontre sur le Dr Pierre-Emmanuel Pichavent qui dort dans sa voiture dans le jardin du château, cherchant toujours à surveiller son fils. 
Les activités d'équitation et de piscine ont lieu sans incidents et les adolescents dorment sous la tente. Nadine tente de remonter le moral de Guillaume, en dépit amoureux. Lors des chants autour du feu, Guillaume se chante à la guitare, amenant une ambiance festive dans le camp. Youssef avoue ses sentiments à Camille alors qu'il était censé rapporter ceux de Steve. Au château avec les plus jeunes, après un tirage au sort, Vincent invite Truman à la pizzeria, alors qu'il comptait y aller avec Lisa.
Pendant la nuit, Daniel couche avec la monitrice de cheval. Le père de Vincent, Albert, débarque à l'improviste dans la colonie. Deux inspecteurs de Jeunesse et Sport viennent contrôler la colonie et les animateurs motivent les enfants pour un nettoyage complet des locaux avant le passage de l'inspection, Mimoun et Vincent leur faisant goûter de multiples plats pour les retarder lors de l'inspection. Un problème survient alors : Nadine, censée être infirmière de la colonie, n'a pas son diplôme d'assistante sanitaire. Le Dr Pierre-Emmanuel Pichavent couvre la supercherie et endosse ce rôle.

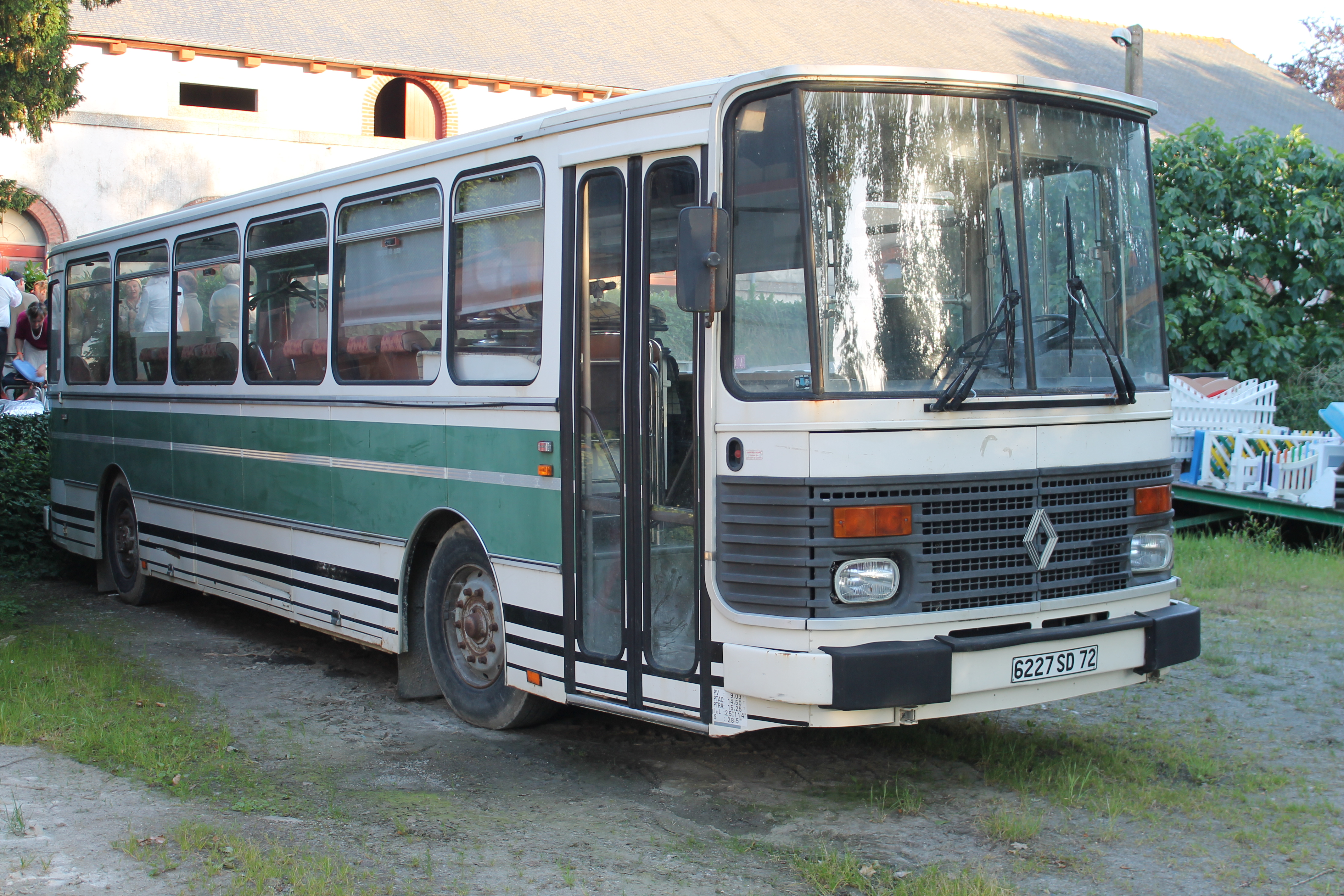
Un bus Renault S45 conduit par Achille transporte la colonie lors de ses différents déplacements.

Sur une idée d'Albert, des olympiades sont organisées dans la colonie avec des épreuves de course en sac, de football, de tir à la corde et de lutte gréco-charentaise. Vincent apprend qu'il n'y avait en fait jamais eu de vol d'argent : c'était seulement des jeunes qui avaient perdu des paris sur les relations amoureuses entre les animateurs. Lisa et Vincent s'embrassent. 
Albert repart en train raccompagné à la gare par Vincent. Pour le dernier soir, une boum est organisée avec toute la colonie. Daniel et Caroline, autre animatrice du groupe, couchent ensemble. Le lendemain a lieu le départ en car. Lisa dit au revoir à Vincent et tente de l'embrasser. Il lui dit de le retrouver le lendemain lors de son retour à la gare. Vincent fait le tri dans le château seul et se remémore des souvenirs de la colonie. Il repart en train pour Paris et retrouve son père, Albert, venu le chercher sur le quai.
Une ellipse de plus d'une quinzaine d'année a lieu : Vincent sur un quai de la gare de Lyon à Paris dépose sa fille dans la même colonie « Ces jours heureux ». À la sortie de la gare, il retrouve sa femme : Caroline.

## Fiche technique
Sauf indication contraire, les informations mentionnées dans cette section peuvent être confirmées par la base de données cinématographiques IMDb,  présente dans la section « Liens externes ».
- Titre : Nos jours heureux
- Réalisation et scénario : Olivier Nakache et Éric Toledano
  - Assistant réalisateur : Pascal Guérin
- Musique : Frédéric Talgorn
- Photographie : Rémy Chevrin
- Supervision des effets visuels : Luc Julien
- Responsable des effets sonores : Pascal Armant
- Ingénieur du son : Fred Mays, Pascal Armant, Laurent Quaglio, Thierry Delor
- Montage : Dorian Rigal-Ansous
- Décors : Franck Benezech
- Producteur : Nicolas Duval-Adassovsky et Bruno Chiche
  - Coproducteur : Thomas Langmann
- Société de production : Quad Productions en coproduction avec La Petite Reine et M6 Films et avec la participation de TPS Star et M6
- Distribution : SND (France)
- Exportation : Tamasa Distribution (d)  (International)
- Budget : 6 330 000 €
- Pays de production :  France
- Genre : comédie
- Format : couleur - 35 mm
- Durée : 103 minutes
- Date de sortie :
  - France : 17 janvier 2006 (Festival international du film de comédie de l'Alpe d'Huez)
  - France : 28 juin 2006 (sortie nationale)
  - Belgique : 5 juillet 2007[1]
  - Espagne : 19 janvier 2007[1]

## Distribution

### Les adultes de la colonie
- Jean-Paul Rouve : Vincent Rousseau, le directeur de la colonie
- Marilou Berry : Nadine, l'animatrice infirmière
- Omar Sy : Joseph, un animateur
- Lannick Gautry : Daniel, le directeur-adjoint
- Julie Fournier : Lisa, une nouvelle animatrice
- Guillaume Cyr : Truman, l'animateur québécois
- Joséphine de Meaux : Caroline, l'animatrice timide
- Jacques Boudet : Albert, le père de Vincent
- Jean Benguigui : Mimoun, le cuisinier
- Catherine Hosmalin : Christine, l’intendante

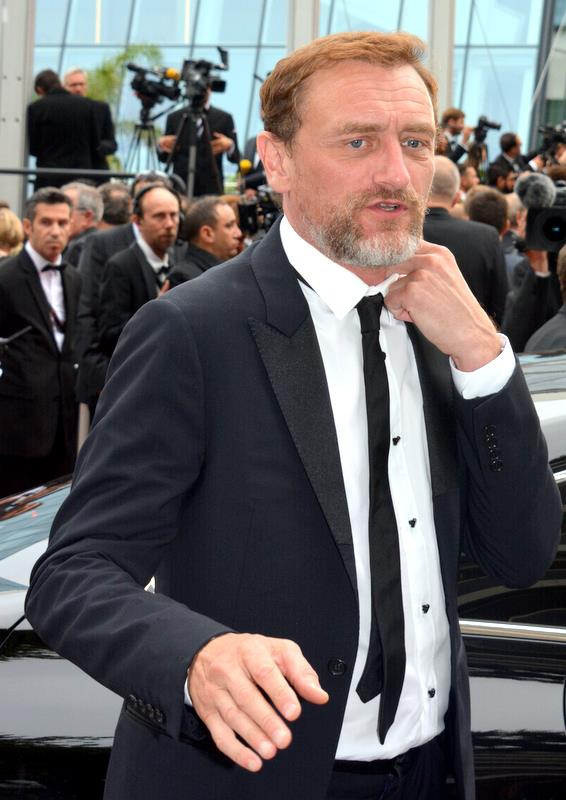
Jean-Paul Rouve
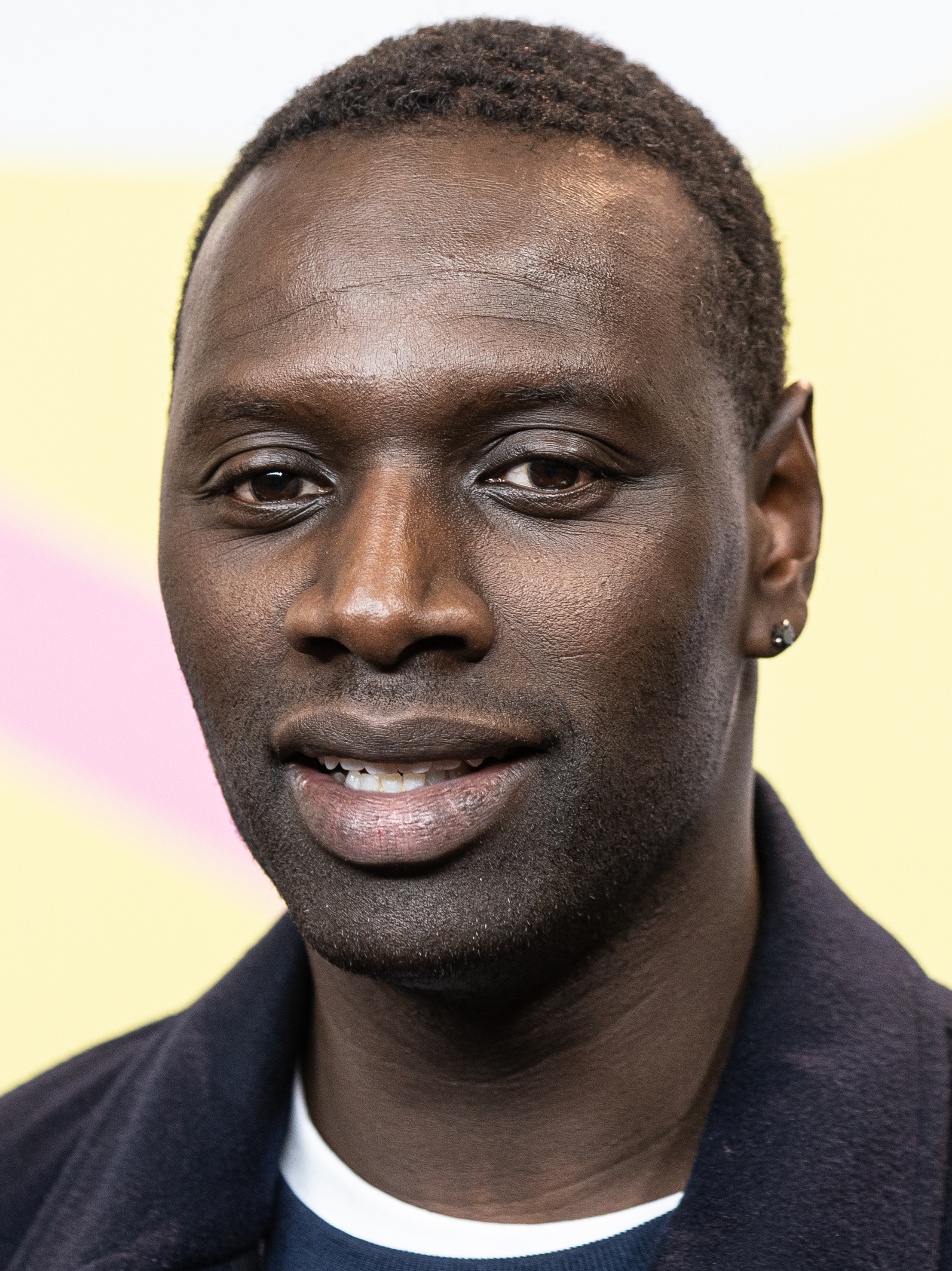
Omar Sy
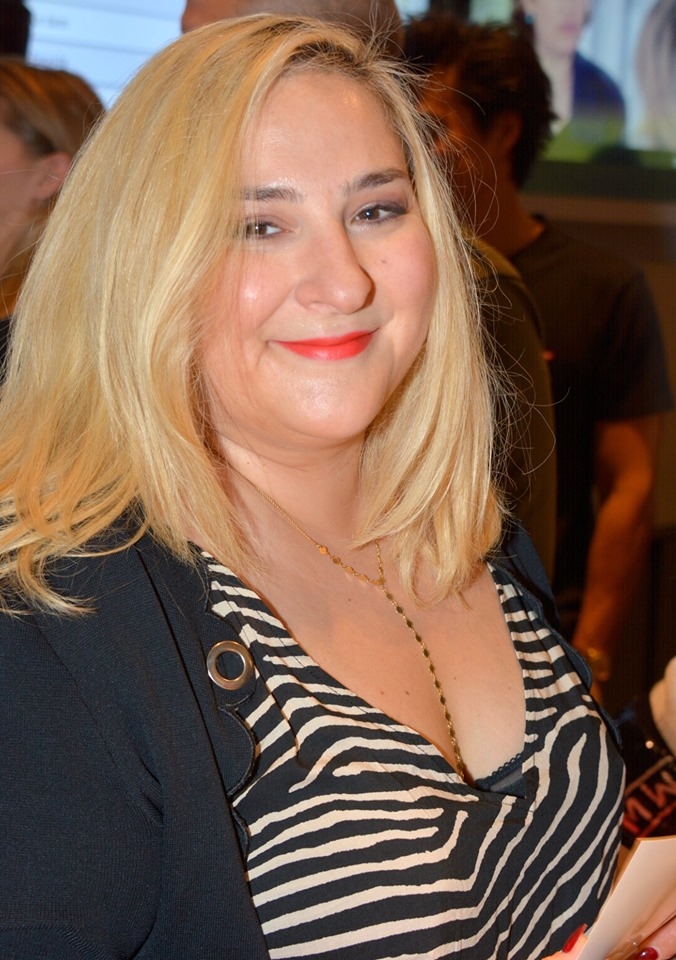
Marilou Berry
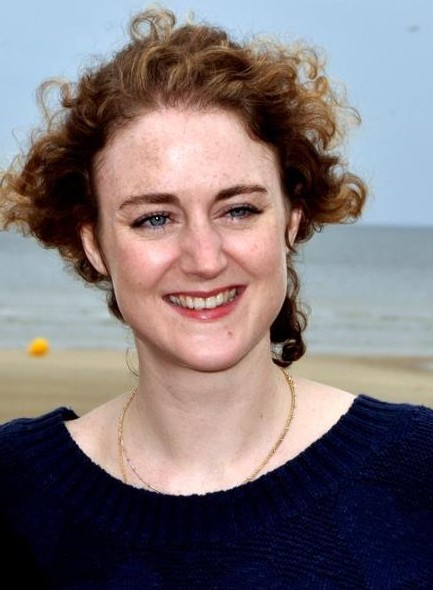
Joséphine de Meaux
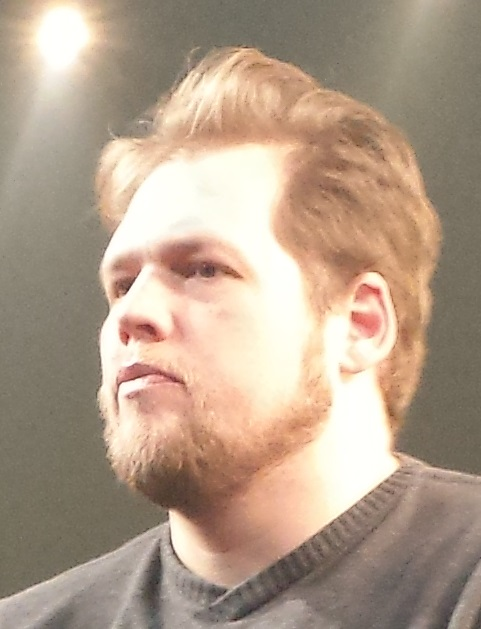
Guillaume Cyr
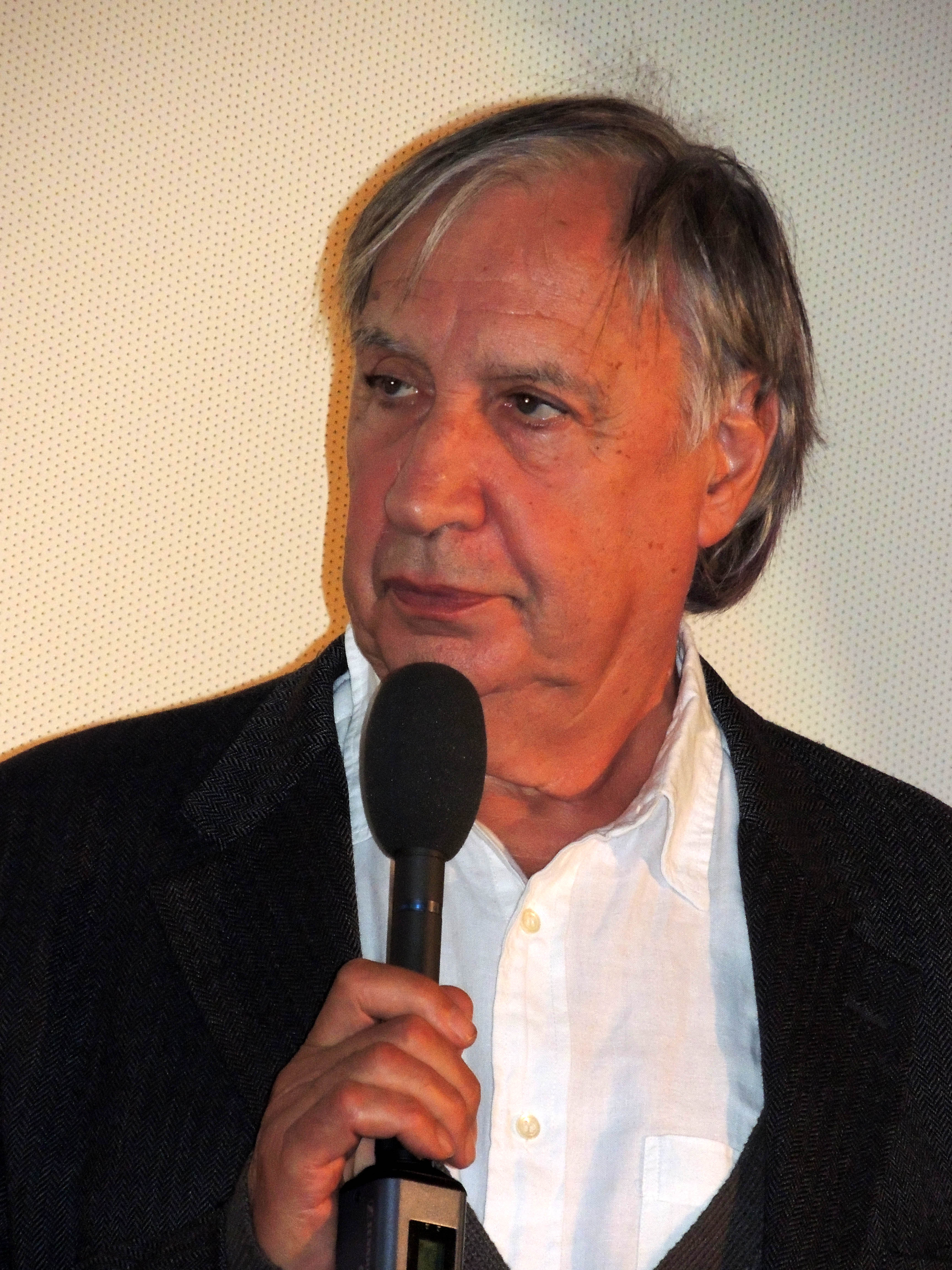
Jacques Boudet
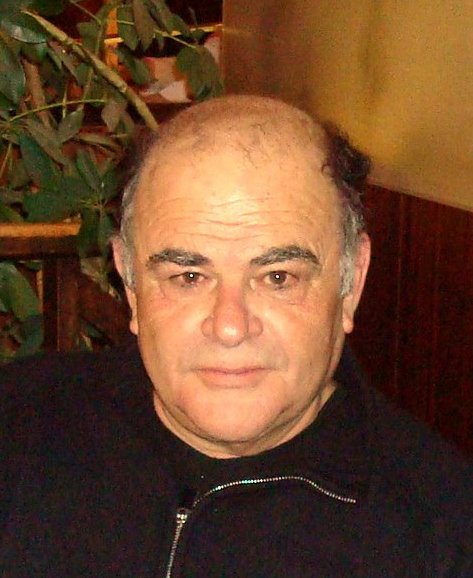
Jean Benguigui
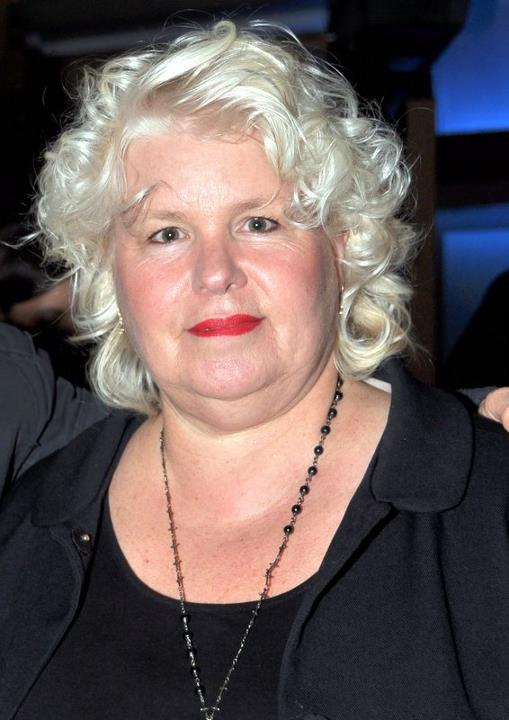
Catherine Hosmalin

### Les enfants
- Arthur Mazet : Guillaume Joyadet
- Jérémy Denisty : Timoty, le correspondant belge de Guillaume
- Arthur De Donno : Steve
- Yannis Belal : Youssef Gedaoui
- Johanna Ansart : Léa
- Cindy Colpaert : Camille
- Ilona Bachelier : Charlotte
- Martin Jobert : Benoît Pichavent

### Les autres adultes
- Idit Cebula : Mme Marciano, la mère de Steve
- Jean-Michel Lahmi : Dr Pierre-Emmanuel Pichavent, pédopsychiatre, le père de Benoît
- Farida Ouchani : Mme Gedaoui, la mère de Youssef
- Josette Ménard : Mme Joyadet, la mère de Guillaume
- Michel Winogradoff : M. Joyadet, le père de Guillaume
- Joël Pyrène : Achille, le conducteur de bus
- Yvon Martin : le pompier
- François Toumarkine : le médecin
- Olivier Nakache : le second médecin
- Serge Pierre-Gaudou : le guide du musée de la Charentaise
- Charlotte Ledoux : la monitrice d'équitation
- Éric Toledano : le pizzaïolo
- Lise Lamétrie : Monique Vannier, l’inspectrice de Jeunesse et Sport
- Jean-Yves Roan : Gilbert Michaud, l’inspecteur de Jeunesse et Sport
- Lionel Abelanski : le conducteur du train

## Production

### Genèse et développement

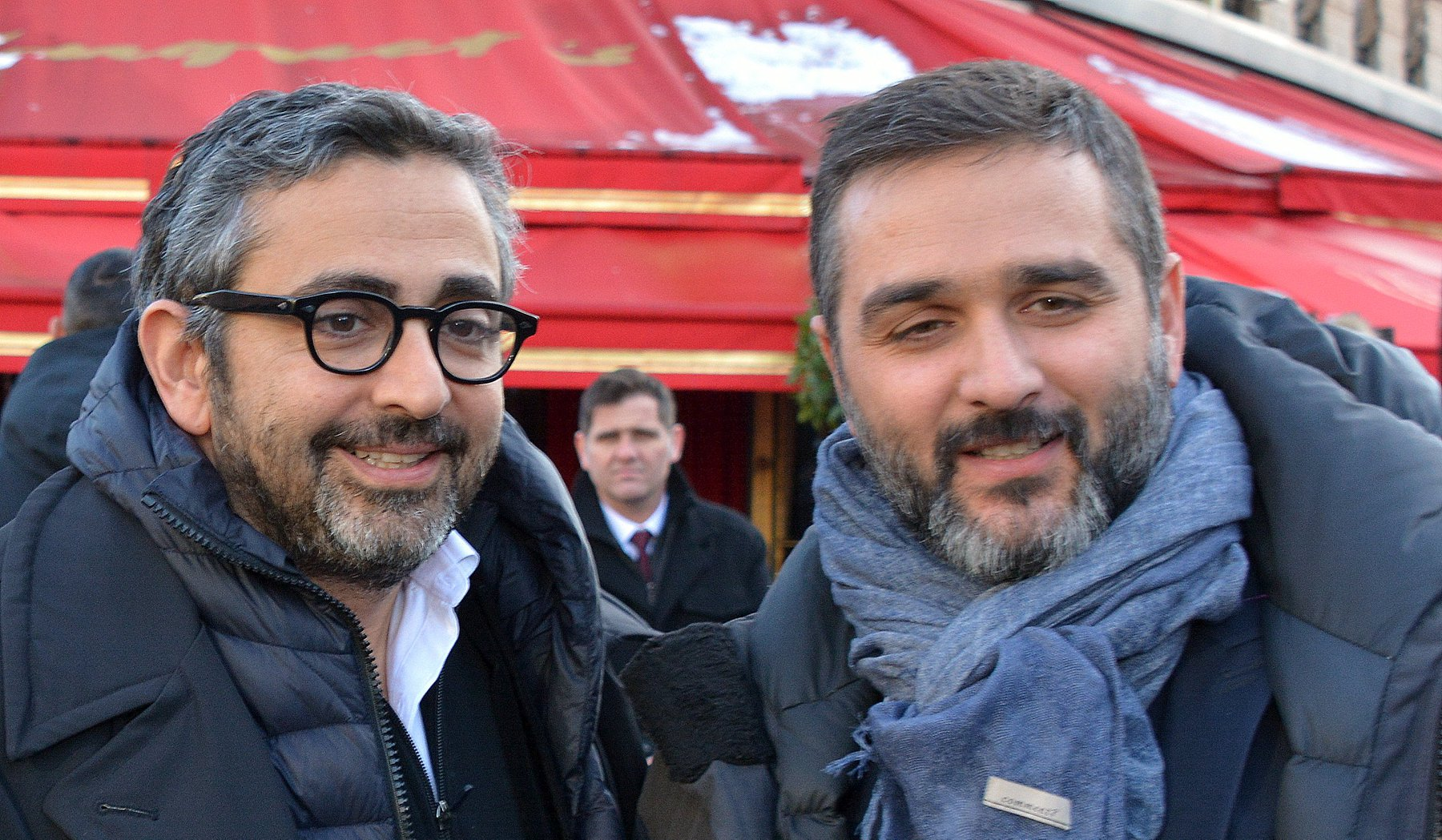
Les réalisateurs Éric Toledano et Olivier Nakache en 2018.

Éric Toledano et Olivier Nakache ont été animateurs en colonies de vacances dans leur jeunesse et se sont rencontrés à cette occasion. Passionnés de cinéma, ils sont devenus réalisateurs. Après quelques courts-métrages, ils ont ressenti l’envie de partager leur expérience et leur souvenir des colos. Le court métrage Ces jours heureux est tourné en 2001 avec des acteurs comme Lorànt Deutsch, Omar Sy, Fred Testot et Catherine Hosmalin. D'une durée d'une quinzaine de minutes, on y retrouve seulement le départ et l'arrivée des enfants en car. Certains marqueurs de rôles des parents et des animateurs seront repris dans le long-métrage par la suite. L'exemple de la mère de Yanis très attachée, du Dr Pierre-Emmanuel Pichavent, pédopsychiatre qui est père de Benoît feront partie de ces tests du court-métrage jugés concluant pour le film. Ces jours heureux est visionné dans différents festivals de cinéma est décroche un modeste succès.
Cinq ans plus tard, les deux réalisateurs développent une adaptation en long métrage, avec un titre légèrement modifié à la fois pour rendre compte de la multiplicité des personnages que le film suit et pour éviter une éventuelle confusion homophonique régulièrement constatée par les réalisateurs avec l'expression « séjours heureux ». Dans une interview Éric Toledano et Olivier Nakache expliquent en parlant du film « Pour le scénario, on n’a rien inventé, on a juste mélangé les pathologies de gamins de colos, d’animateurs ». En lien avec Omar Sy par l'intermédiaire de Jamel Debbouze, les deux réalisateurs lui proposent de jouer dans le film alors qu'il n'a encore aucune expérience dans le cinéma. Par la suite le duo de réalisateurs choisit à nouveau Catherine Hosmalin qui avait tourné dans le court métrage mais avait le rôle d'un parent, ainsi que deux autres acteurs principaux Jean-Paul Rouve et Marilou Berry travaillant pour la première fois avec le duo de réalisateurs. D'autres animateurs passeront des auditions pour le film, c'est le cas de Joséphine de Meaux qui avait été repérée par la directrice de casting du film quelques années auparavant et qui fut contactée pour s'essayer au rôle de l'animatrice dépressive. Pour le casting des enfants, le choix a été fait d'émerger des jeunes qui n'était pas connu du milieu du cinéma. Des castings seront mis en place au Canada, en Belgique ainsi qu'en France pour avoir une diversité d'accents.

### Tournage

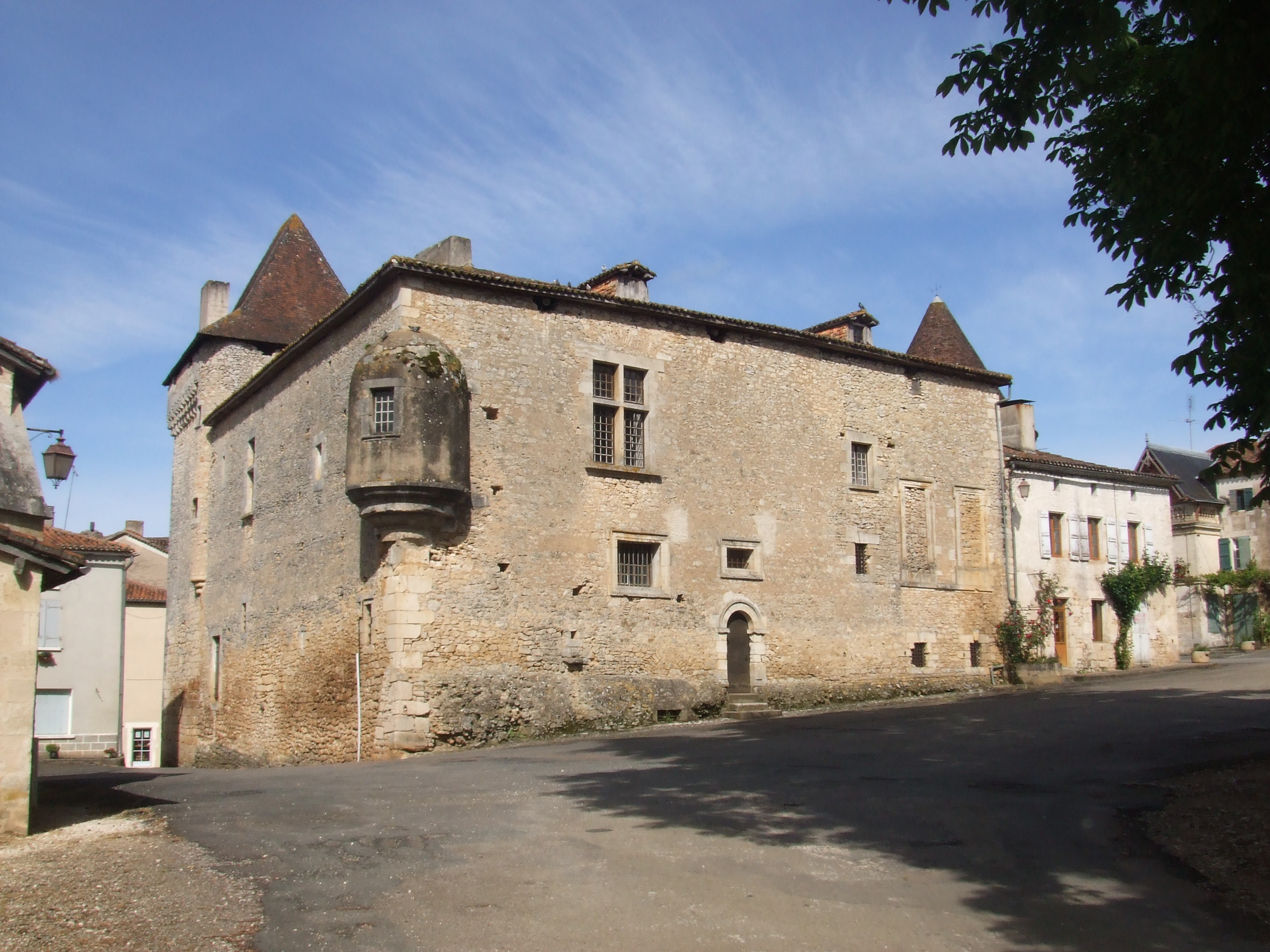
Château de Varaignes, lieu de tournage de la scène de visite du Musée de la pantoufle et de la charentaise.

Le tournage d'une durée de dix semaines lors de l'été 2005 est organisé avec 80 enfants en plus des acteurs adultes. Une logistique inédite est mise en place pour accueillir un tel nombre d'acteurs avec un âge entre douze et treize ans. À la manière d'une colonie, les enfants lors du tournage résidaient dans des gîtes et étaient encadrés par des animateurs. Différents lieux de tournages sont choisis pour le film. Dans l'ordre chronologique, les première scènes sont tournées sur le quai de la gare Paris-Gare-de-Lyon. Les scènes dans le train corail sont tournées sur la ligne de Paris - Mulhouse où quarante-huit heures de tournage sont nécessaires pour capter l'intégralité des scènes. Par la suite, la quasi majorité du film est tournée au sein du Château de la Couronne et son parc, dans la commune de Marthon, dans le département de la Charente. Les réalisateurs y avaient animé une colonie une dizaine d'années auparavant. Olivier Nakache explique « Nous vivions avec une telle nostalgie de ce lieu que notre scénario en restituait le réfectoire, les dortoirs, les cuisines… ». Nicolas Duval Adassovsky, le producteur du film, a donc choisi de louer le château pendant deux mois pour réaliser le tournage. C'est dans la ville de La Rochefoucaud que la scène de la piscine est tournée. La scène de la visite du « Musée de la pantoufle et de la charentaise » est tournée au sein du Château de Varaignes dans « L'Atelier-musée du tisserand et de la charentaise ». La scène du retour d'Albert, père de Vincent Rousseau se déroule à la gare de La Rochefoucauld, dont le nom est explicitement visible sur les séquences en question. Des scènes ont également été tournées sur les communes de Soudat et Varaignes en Dordogne.

## Bande originale
Sauf indication contraire ou complémentaire, les informations mentionnées dans cette section proviennent du générique de fin de l'œuvre audiovisuelle présentée ici.

Pour la réalisation de ce film, la bande originale a été choisie par le compositeur et chef d'orchestre Frédéric Talgorn. Le musicien Slim Pezin s'est quant à lui chargé des morceaux de la musique originale du film. Le générique de début de film est accompagné de I Wanna Be Where You Are de Michael Jackson. Ce choix qui met en musique le générique animé du film est un retour assumé retro dans les années 1970. La musique réapparaît de nombreuses fois dans le film et par la voix du jeune Michael Jackson, elle adhère à l'ambiance décontractée du film. Trois autres musiques se distinguent aussi, car spécialement composées pour le film. Tout d'abord dans l'ordre chronologique du film, la musique Home accompagne l'arrivée de Lisa jugée comme une femme désirable et sûre d’elle. Par la suite, la musique originale There's Magic Everywhere intervient au moment de la préparation du repas lors de camping. Elle conserve aussi une atmosphère détendue pour accompagner la scène. Enfin, la dernière musique originale, Happy Song est jouée dans le film lorsque Vincent Rousseau le directeur laisse un message téléphonique sur le répondeur destiné aux parents. Pour le générique de fin, la musique choisie est Who Was the Boss de The Braxtons. 
| 1.  | Home                     | Michael Robinson & Slim Pezin | Arrivée Lisa                         |  |
| 2.  | There's Magic Everywhere | Freddy Meyer & Slim Pezin     | Camping préparation du repas         |  |
| 3.  | Happy Song               | Slim Pezin                    | Clip répondeur                       |  |
| 4.  | I Wanna Be Where You Are | The Jackson 5                 | Générique debut - Départ Train       |  |
| 5.  | Long Train Runnin'       | The Doobie Brothers           | Guillaume joue Guitare               |  |
| 6.  | Never Even Thought       | Murray Head                   | Préparation Boum                     |  |
| 7.  | A la Ouhida              | Samy Elmaghribi               | Cuisine Christine et Mimoun          |  |
| 8.  | Who Was the Boss         | The Braxtons                  | Première partie boum - Générique fin |  |
| 9.  | I'm Falling for You      | Anika Peress                  | Deuxième partie boum                 |  |
| 10. | Food for Thought         | UB40                          | Troisième partie boum                |  |

## Accueil

### Accueil critique

#### National
Le film est plutôt salué par les différentes critiques. Dans la critique du web magazine Critikat, celui-ci écrit « Le train démarre, le récit aussi, les bons mots fusent et le spectateur s’amuse forcément des anecdotes qui lui rappellent ses propres vacances ». Le journal Le Monde note que « l'ambition n'est pas de renouveler l'art cinématographique » mais salue tout de même un beau jeu des acteurs. Le journal Libération, lui, parle de la comédie de l'été 2006 où « Aucune figure imposée ne manque : parents stressés à la gare, course en sac, boum, pépin de santé... » et « tricotant Camping sur l'air des Choristes ». Le journal Elle renchérira « Entre documentaire et parodie, les réalisateurs ont su trouver le point sensible où le rire, même aux éclats, laisse s'exprimer l'émotion ». L'Express exprime que le duo Olivier Nakache et Éric Toledano « confirment leur savoir-faire dans la comédie et livrent une joyeuse chronique qui fait mouche ». Il salue comme de nombreux autres média la prestation de Joséphine de Meaux jugée comme une révélation. L'hebdomadaire rappelle aussi des similitudes avec le film de Truffaut, L'Argent de poche où l'on retrouve aussi de nombreux enfants. L'Obs décrit le film comme très réaliste et permettant de se remémorer des souvenir d'instant de colonie. La journaliste Manon Bernard explique : « Dans les colos de vacances, il y a ceux qui ont du mal à s’acclimater, ceux qui sont là pour draguer ou bien ceux à qui arrivent les pires galères. Le film qui le raconte le mieux reste, évidemment, Nos jours heureux ».
Cependant, une partie des critiques est plus mitigée, notamment en matière de mise en scène jugée simpliste et des personnages trop stéréotypés comme en juge Télérama « Le film ne manque ni de tendresse ni de vivacité, mais souffre d'une surcharge de personnages stéréotypés (...) ». L'Humanité a quant à lui la critique la plus sévère en jugent que « La comédie à la française a rarement brillé par sa finesse et son invention. En voilà une énième preuve. Le degré zéro de l'écriture cinématographique. ».

#### International
Quelques critiques de presses sont émises sur le film, majoritairement par des médias anglophones. Le magazine Variety évoque en faisant référence à l'affiche du film « Amusante et touchante à intervalles satisfaisants, cette photo modeste mais solide présente des archétypes crédibles, des situations amusantes et une punchline surprise ». Il salue en parallèle le jeu de Jean-Paul Rouve que la journaliste juge « polyvalent ».

### Accueil politique
Jean-François Lamour, alors ministre des sports et de la jeunesses se rend sur le tournage. Il décernera au film l'agrément « Jeunesse et Sport ». Le ministre jugera que Olivier Nakache et Éric Toledano par leur film ont permis d' « avoir redonné aux jeunes le goût de la vie en colonie ».

### Box-office

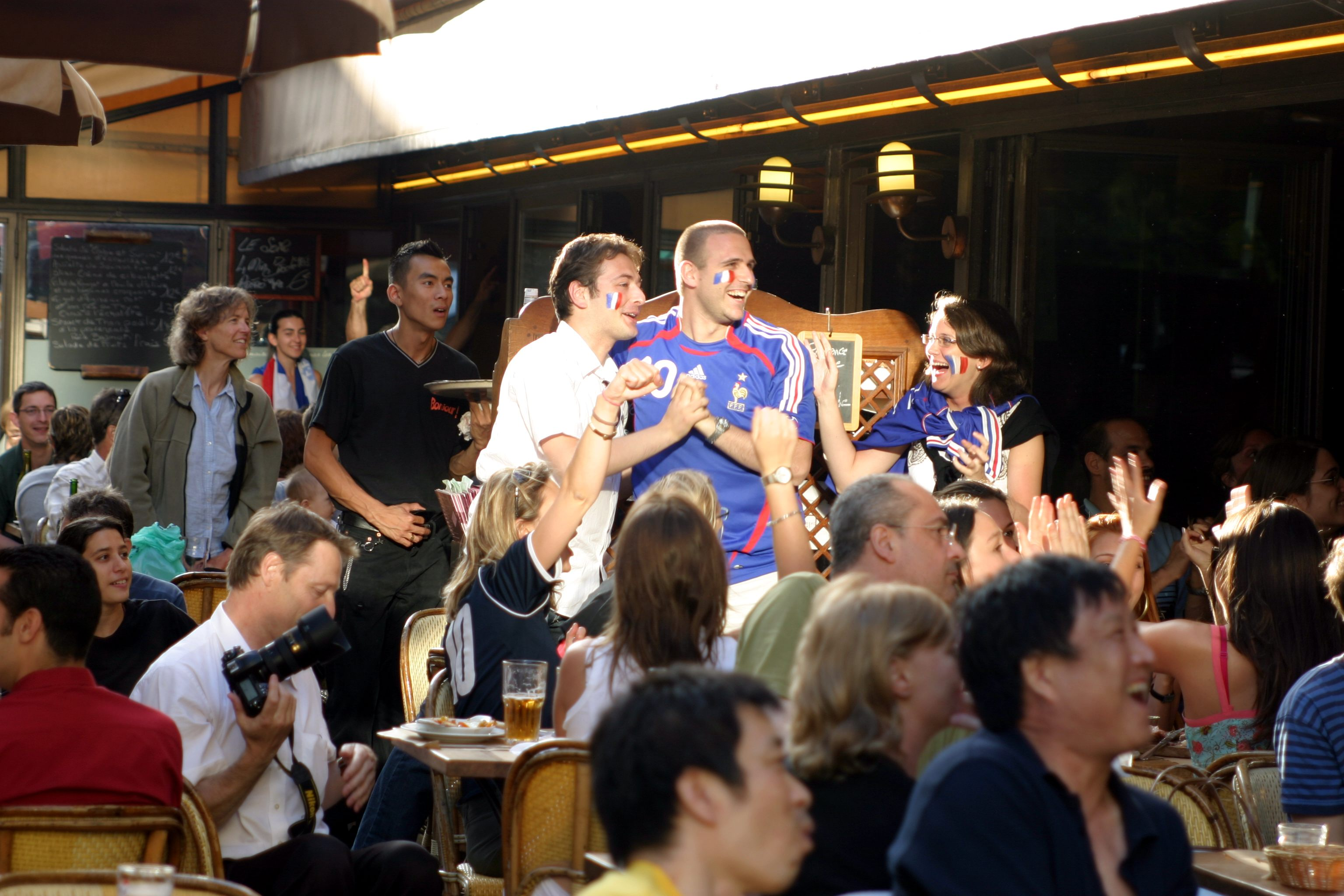
Les bons résultats des Bleus à la coupe du monde de football en 2006 font que les Français désertent le cinéma.

Sorti en France le 28 juin 2006, en pleine phase finale de la Coupe du monde de football, Nos jours heureux attire le premier jour de sa sortie 47 000 spectateurs,. Les salles de cinéma sont en forte baisse de fréquentation à cette période liée à la compétition sportive dont la finale se déroule le 1er juillet 2006 et la fréquentation perd plus de 60% de spectateurs par rapport à la même semaine en 2005. Pour le premier weekend, ce nombre grimpera à 200 000 spectateurs avant d'arriver à réunir 1 473 273 spectateurs en salle à la douzième et dernière semaine de sa mise à l'affiche. La réussite des deux réalisateurs sera l'accession à la 29e place du box-office annuel de l'année 2006 en France.

Dans le reste de l'Europe, le film est projeté dans six autres pays pour environ 135 000 spectateurs. On dénombre 62 016 spectateurs en Italie, 36 908 en Espagne, 26 710 en Belgique, 4 616 en Grèce, 4 169 en Suisse et 530 au Luxembourg.
| Pays ou région | Box-office        | Date d'arrêt du box-office | Nombre de semaines |
| -------------- | ----------------- | -------------------------- | ------------------ |
| France         | 1 473 273 entrées | 20 septembre 2006          | 12                 |
| Total mondial  | 10 183 474 $      | -                          |                    |

### Distinctions
- Festival international du film de comédie de l'Alpe d'Huez 2006 :
  - Prix du public
  - Prix du jury jeunes
  - Prix de la meilleure actrice pour Joséphine de Meaux
- City of Lights, City of Angels 2006 : 
  - Prix du public
- NRJ Ciné Awards 2007 :
  - Meilleur djeun's qui débute pour Omar Sy

## Postérité

### Impact sur les carrières

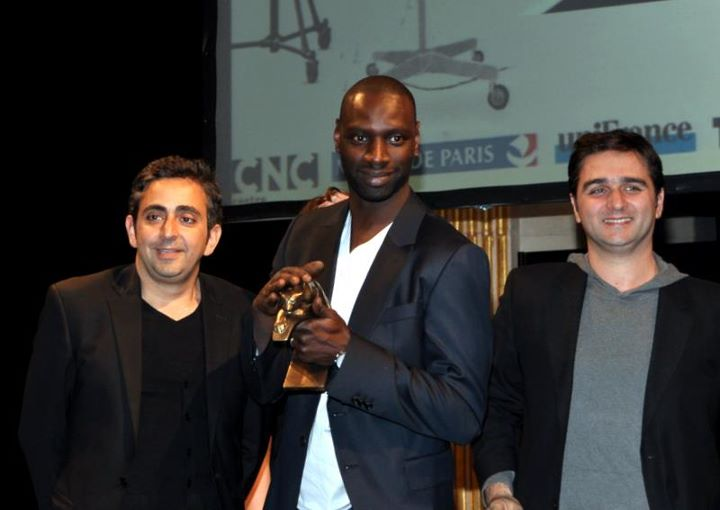
Pour Éric Toledano, Omar Sy et Olivier Nakache, ce film est le point de départ de l'envolée de leur carrière.

Le film est jugé comme un succès pour les réalisateurs Olivier Nakache et Éric Toledano. Après la sortie de leur film Je préfère qu'on reste amis... qui avait reçu un peu plus de 300 000 entrées, ils réussissent quasiment à quintupler ce nombre en réalisant près de 1 500 000 entrées. Nos jours heureux permet ainsi aux deux réalisateurs de lancer leur carrière pour sortir en 2011 Intouchables qui devient un gigantesque succès à 19 millions d'entrées.
Omar Sy profite aussi du succès de ce film. Pour sa première expérience dans le cinéma, alors qu'il était déjà connu du grand public pour ses apparitions dans Service après-vente des émissions, il lance sa carrière dans le cinéma à la sortie du film. Il se réassocie avec le duo Nakache et Toledano pour le film Intouchable où il joue le premier rôle et remporte le César du meilleur acteur en 2012. C'est également le cas pour l'actrice Joséphine de Meaux qui lance sa carrière dans le cinéma grâce à ce film. Étant également nommée et lauréate du Prix de la meilleure actrice au Festival international du film de comédie de l'Alpe d'Huez, elle acquiert une petite notoriété qui l'amène à jouer dans de petits rôles et notamment Tellement proches en 2009 sous la direction de Olivier Nakache et Éric Toledano. Jean Paul Rouve, à une autre échelle, profite lui aussi de la notoriété acquise grâce à ce film. Seul personnage principal, une première pour l'acteur, il joue la même année un second rôle dans le film oscarisé La Môme avant de connaître un succès national en 2011 avec Les Tuche. Les acteurs jouant les rôles des enfants n'ont que pour une petite partie eu une carrière les amenant à une célébrité autre que par le film. Jérémy Denisty (Timothy) est celui qui réussit le mieux la suite de sa carrière. En 2009 puis en 2018, il est l'un des acteurs principaux de la comédie Neuilly sa mère !.

### Diffusion télévisée
Nos jours heureux est de nombreuses fois diffusés à la télévision. Pour des diffusions quasi intégralement en France, celles-ci ont généralement lieu lors des vacances estivales (juin-juillet) où le public télévisé est plus jeune et s'accompagne d'une période de colonies de vacances. La SND, chargée de distribution du film et détenue par le Groupe M6, diffuse de manière presque exclusive en France, à quelques exceptions de Canal+, le long métrage. Il est programmé pour la première fois le 23 avril 2009 sur M6 avec 4,8 millions de télespectateurs et 20,6 % de part d'audience. 
| Jour de diffusion | Chaîne | Audience moyenne                     | Audience moyenne | Réf.   |
| Jour de diffusion | Chaîne | Nombre téléspectateurs (en millions) | Part d'audience  | Réf.   |
| ----------------- | ------ | ------------------------------------ | ---------------- | ------ |
| 23 avril 2009     | M6     | 4,8 M                                | 20,6 %           | [ 30 ] |
| 2 mai 2011        | M6     | 3 M                                  | 11 %             | [ 31 ] |
| 19 juillet 2013   | M6     | 3,4 M                                | 16 %             | [ 29 ] |
| 17 septembre 2013 | W9     | 0,9 M                                | 3,7 %            |        |
| 11 juin 2017      | M6     | 2,5 M                                | 11%              | [ 32 ] |
| 25 juillet 2020   | M6     | 2,4 M                                | 13,7 %           | [ 33 ] |
| 12 juillet 2021   | M6     | 2,2 M                                | 10,6 %           | [ 34 ] |
| 30 juin 2023      | M6     | 1,4 M                                | 8,7 %            | [ 35 ] |

### Suite du film
Une suite du film a un moment été évoquée par les deux réalisateurs. Ceux-ci expliquent qu'il y avait matière à tourner en traduisant le film en « Nos jours heureux font du ski ». Éric Toledano en interview explique « Il y avait eu un projet de suite à un moment. Mais ça a été le chaos et on n'en a pas parlé ». Ce deuxième film devait prendre le point de vue des animateurs plutôt que ceux des enfants. Mais finalement cet essai se révèle non concluant et les deux réalisateurs finissent par conclure qu'ils ont fait le tour et qu'il fallait peut-être en rester là. Cependant en 2014, Olivier Nakache et Éric Toledano sortent le documentaire Nos jours heureux, sept ans après. D'une quarantaine de minutes, ce documentaire raconte la suite de la vie des enfants après la sortie du film.